# Ethioeme
Ethioeme is een kevergeslacht uit de familie van de boktorren (Cerambycidae). De wetenschappelijke naam van het geslacht werd voor het eerst geldig gepubliceerd in 2008 door Adlbauer.

## Soorten
Ethioeme is monotypisch en omvat slechts de volgende soort:
- Ethioeme tipuliforme Adlbauer, 2008